# No Role Modelz
A No Role Modelz J. Cole amerikai rapper dala, amely harmadik stúdióalbumán, a 2014 Forest Hills Drive-on jelent meg. A dal feldolgozza Project Pat Don’t Save Her dalát és George W. Bush beszédét, 2002-ből. A dal producerei Phonix Beats, illetve Cole voltak. 2015. december 22-én a dal 36. helyet ért el a Billboard Hot 100-on, a legsikeresebb kislemezként az albumról. 2016. május 20-án a kislemez platina minősítést kapott az Amerikai Hanglemezgyártók Szövetségétől (RIAA), mára már hatszoros platinalemeznek számít. A Spotify-on több, mint 1,2 milliárdszor játszották le.

## Dalszöveg
A dalban J. Cole többek között beszél arról, hogy az egyetlen ember, akire felnézett életében Philip Banks, James Avery karaktere volt a Kaliforniába jöttem sorozatból és, hogy szeretne még jobb apa lenni, mint ő volt. Ezzel utal arra is, hogy neki életében nem volt ott apja, kiemelve, hogy csak egy televíziós karakterre tudott számítani gyerekkorában. Ehhez többször is visszatér a dalban, gyakran kiemelve, hogy életében soha nem volt egy igazi példaképe (angolul: role model), akire felnézhetett volna. Megemlíti azt, hogy teljesítette azokat a vágyait, amelyeket még Fayetteville-ben töltött gyerekkorában képzelt el, és azt mondta, hogy még Martin Luther King is az ő kiadójának vagy csoportjának lett volna a tagja, ha élne napjainkban.
A dalban folytonos téma a nőkkel való kapcsolata, amelyet többször is megemlít, például a „Egyszer az LA-húgaimért, egyszer az LA-kurváimért” (angolul: One time for my L.A. sisters/One time for my L.A. hoes), kiemelve, hogy Hollywoodban két féle nő van, egy, aki keményen dolgozik azért, amit elért és a másik, a valóságshowkban szereplő lányok, akik nem érnek el semmit életükben. Cole a dalban többször is kiemeli, hogy mennyire nem kedveli a televíziózás ezen műfaját, például a „Nem akarok semmilyen kurvát valóságshowkból” (angolul: I don't want no bitch from reality shows) sorban és többször is tesz megjegyzéseket a benne szereplő nők személyiségére, „üresnek” nevezve őket.
A második versszakban Cole-t ráébreszti egy nő, hogy az általa szerzett híressége, „B-listás celeb” rangja befolyásolta életét és elkezdett sokkal tiszteletlenebb lenni nők felé, például ebben a dalban a „kurva” (angolul: bitch) szót nyolc különböző helyen is felhasználja.
Ezt követően rájön hibájára és arról rappel, hogy szüksége van az igazi szerelemre, amelyet hasonlít, Aunt Viv (szintén egy Kaliforniába jöttem karakter) szeretetéhez, Jada és Will Smith szerelméhez hasonlít és megemlíti, hogy ne kelljen arról aggódnia, hogy a gyereke tényleg az övé-e (And you ain't gotta wonder whether that's your kid love).
A dalban vannak ezek mellett hivatkozások a Harlemi éjszakák filmre, Trina énekesnő Da Baddest Bitch albumára is, főként fekete nőkre, mint Lisa Bonet, Nia Long, Sade Adu és Aaliyah, illetve kritizálta zene jelenlegi helyzetét, azt mondva, hogy napjainkban már lehetetlen dallamok nélkül platinalemezt szerezni. Sorozatban ez Cole második albuma, amelyen egyik dalát Los Angeles-hez írta.

## Slágerlisták

### Heti slágerlisták
| Slágerlista                              | Legmagasabb pozíció |
| ---------------------------------------- | ------------------- |
| Kanadai kislemezlista (Canadian Hot 100) | 62                  |
| US Billboard Hot 100                     | 36                  |
| US Hot R&B/Hip-Hop Songs (Billboard)     | 27                  |
| US Rhythmic (Billboard)                  | 14                  |

| Slágerlista                                  | Legmagasabb pozíció |
| -------------------------------------------- | ------------------- |
| Ausztrál kislemezlista (ARIA)                | 46                  |
| Dél-afrikai kislemezlista (RISA)             | 67                  |
| Global 200 (Billboard)                       | 114                 |
| Litván kislemezlista (AGATA)                 | 78                  |
| Új-zélandi kislemezlista (Recorded Music NZ) | 32                  |

### Év végi slágerlisták
| Slágerlista                   | Pozíció |
| ----------------------------- | ------- |
| Ausztrál kislemezlista (ARIA) | 89      |

## Minősítések
| Régió                    | Minősítések     | Példányszám |
| ------------------------ | --------------- | ----------- |
| Ausztrália (ARIA)        | 6× Platinalemez | 420 000     |
| Dánia (IFPI Danmark)     | Platinalemez    | 90 000      |
| Olaszország (FIMI)       | Aranylemez      | 35 000      |
| Új-Zéland (RMNZ)         | 5× Platinalemez | 75 000      |
| Portugália (AFP)         | 2× Platinalemez | 20 000      |
| Egyesült Királyság (BPI) | Platinalemez    | 600 000     |
| Egyesült Államok (RIAA)  | 6× Platinalemez | 6 000 000   |